# Leichtathletik-Weltmeisterschaften 2022/Teilnehmer (Rumänien)
| Goldmedaillen | Silbermedaillen | Bronzemedaillen |
| ------------- | --------------- | --------------- |
| —             | —               | —               |

Der Leichtathletikverband von Rumänien nahm an den Leichtathletik-Weltmeisterschaften 2022 in Eugene teil. Acht Athletinnen und Athleten wurden vom rumänischen Verband nominiert.

## Ergebnisse

### Männer

#### Laufdisziplinen
| Athlet          | Disziplin   | Vorlauf | Vorlauf | Halbfinale | Halbfinale | Finale    | Finale |
| Athlet          | Disziplin   | Zeit    | Platz   | Zeit       | Platz      | Zeit      | Platz  |
| --------------- | ----------- | ------- | ------- | ---------- | ---------- | --------- | ------ |
| Marius Cocioran | 35 km Gehen |         |         |            |            | 2:43:27 h | 38     |

#### Sprung/Wurf
| Athlet          | Disziplin   | Qualifikation | Qualifikation | Finale     | Finale |
| Athlet          | Disziplin   | Weite/Höhe    | Platz         | Weite/Höhe | Platz  |
| --------------- | ----------- | ------------- | ------------- | ---------- | ------ |
| Andrei Toader   | Kugelstoßen | 19,83 m       | 18            | DNQ        | DNQ    |
| Alin Firfirică  | Diskuswurf  | 65,54 m SB    | 09            | 65,57 m SB | 07     |
| Alexandru Novac | Speerwurf   | 75,20 m       | 25            | DNQ        | DNQ    |

### Frauen

#### Laufdisziplinen
| Athletin          | Disziplin   | Vorlauf | Vorlauf | Halbfinale | Halbfinale | Finale       | Finale |
| Athletin          | Disziplin   | Zeit    | Platz   | Zeit       | Platz      | Zeit         | Platz  |
| ----------------- | ----------- | ------- | ------- | ---------- | ---------- | ------------ | ------ |
| Mihaela Acatrinei | 35 km Gehen |         |         |            |            | DNF          | DNF    |
| Ana Rodean        | 35 km Gehen |         |         |            |            | 3:01:29 h SB | 26     |

#### Sprung/Wurf
| Athletin        | Disziplin  | Qualifikation | Qualifikation | Finale     | Finale |
| Athletin        | Disziplin  | Weite/Höhe    | Platz         | Weite/Höhe | Platz  |
| --------------- | ---------- | ------------- | ------------- | ---------- | ------ |
| Daniela Stanciu | Hochsprung | 1,93 m SB     | 06            | 1,93 m SB  | 10     |
| Bianca Ghelber  | Hammerwurf | 72,00 m       | 08            | 72,26 m    | 06     |